# Didier Ya Konan
Didier Ya Konan (Abiyán, Costa de Marfil, 22 de mayo de 1984) es un exfutbolista marfileño, que se desempeñaba como delantero.

## Selección nacional
Ha sido internacional con la Selección de fútbol de Costa de Marfil; donde hasta ahora, ha jugado 27 partidos internacionales y ha anotado 8 goles por dicho seleccionado.
El 1 de junio de 2014, luego de haber sido incluido en la lista preliminar en mayo, Ya Konan fue ratificado en la nómina definitiva de 23 jugadores que representarán a su país en la Copa Mundial de Fútbol de 2014.

### Participaciones en Copas del Mundo
| Mundial                        | Sede   | Resultado    |
| ------------------------------ | ------ | ------------ |
| Copa Mundial de Fútbol de 2014 | Brasil | Primera fase |

## Clubes
| Club               | País            | Año         |
| ------------------ | --------------- | ----------- |
| ASEC Mimosas       | Costa de Marfil | 2003 - 2006 |
| Rosenborg BK       | Noruega         | 2006 - 2009 |
| Hannover 96        | Alemania        | 2009 - 2014 |
| Ittihad FC         | Arabia Saudita  | 2014        |
| Hannover 96        | Alemania        | 2014 - 2015 |
| Fortuna Düsseldorf | Alemania        | 2015 - 2017 |